# Societat Coral Amics de la Unió
La Societat Coral Amics de la Unió de Granollers va començar la seva activitat l'any 1877 seguint l'impuls de tantes altres entitats que des de 1850 s'havien afegit al moviment coral impulsat per Josep Anselm Clavé i que pretenia acostar les classes populars més desfavorides al món de la música i la cultura a través del cant coral.
Des de 1995 compta amb una escola de música que treballa per a millorar la formació musical dels membres dels cors, alguns dels quals s'inclouen entre els més reconeguts de Catalunya.

## Història
Es tenen pocs detalls sobre la creació però se sap que els primers anys el cor estava format per 32 homes, que eren treballadors de diverses empreses de Granollers i que van trobar en la Societat l'oportunitat de participar en activitats culturals i socials. Van instal·lar la seu social al carrer de les Travesseres de Caldes. El primer president va ser Magí Vilà i el director musical Francesc Margarit.
A partir de la dècada dels anys 1920 la Societat va créixer i els cantaires van arribar a ser un centenar, que van participar en gran quantitat de trobades corals dins i fora de Catalunya. Després del parèntesi que va suposar la guerra civil en què es van perdre molts socis, l'any 1947 van canviar de local instal·lant-se al passatge del Triomf i van aprofitar per presentar de forma oficial la massa coral, tornant a ser 100 cantaires. Eren coneguts amb el sobrenom del "cor de Can Mariano".
Al llarg de la dècada dels 50 la Societat es va consolidant i el 1960 s'instal·len a un local situat a la plaça José Antonio, l'actual Porxada, que anys abans havia estat la seu de l'Escola Municipal de Música. Al gener del 1961 s'accepta per unanimitat l'accés de les dones com a sòcies protectores amb els mateixos drets i deures que la resta d'integrants. En aquells anys es fan moltes activitats i sortides culturals, sobretot per Pasqua, a les Balears, València, Saragossa, Galícia, Narbona, Roma o París. Amb els pas dels anys es posen en marxa nous grups, com el Cor Infantil, impulsat pel mestre Felicià Maresma i que participa a festivals, canta caramelles i assisteix a les trobades de corals. L'any 1970 és a Granollers on es fa la trobada organitzada per les Joventuts Musicals. Passen a formar part de la Comissió Pompeu Fabra de les Festes de Primavera impulsades per Òmnium Cultural el 1972 i celebren la Primera Trobada de Cors de Clavé a Granollers.
A partir de 1974 van començar a editar el butlletí L'Estendard, impulsat per Víctor Pey i amb la col·laboració de Josep Font, Antoni Galera i Josep Garrell. A les seves pàgines s'hi troba àmplia informació sobre els homenatges que fan a alguns del seus mestres com Josep Maria Ruera, Felicià Maresma, Joan Coll i Aureli Font i també notícies de la seva activitat. L'any 1977, en motiu de la commemoració del centenari de l'entitat, l'Ajuntament de Granollers va concedir-li la Medalla de la Ciutat categoria de plata. El lliurament es va fer en un acte on es va presentar el nou estendard dissenyat per Amador Garrell i Soto. A més, el Museu va organitzar l'exposició «100 anys d'història de la Societat Coral Amics de la Unió». El 1981 la Societat va aconseguir comptar amb un local propi al carrer Travesseres número 20, a través d'un projecte en el qual van col·laborar l'Ajuntament i els socis que van fer aportacions voluntàries reintegrables per l'import de 5.000 pessetes. Alhora es van potenciar les activitats cap als associats com un grup d'escacs i un concurs de dibuix. I per altra banda, es van potenciar els dos cors, el Petit Mixt i el Gran, i el Grup d'Havaneres. També es va crear una Coral Gran Mixta que l'any 1983 va cantar a la Casa de Cultura Sant Francesc sota la direcció de Josep Marquès. La Generalitat de Catalunya va atorgar a la Societat, l'any 1988, la Medalla de Bronze amb distintiu Blau.
Granollers va ser designada cinquena vila claveriana l'any 1990 per part de la Federació de Cors de Clavé i aquest esdeveniment va ser organitzat per la Societat. La dècada dels 90 evidencia una realitat sociocultural nova i la Societat veu com el Cor d'Homes va perdent membres a causa de l'elevada edat dels cantaires. En aquest moment la Societat va impulsar el Grup de Cinema i Fotografia i va crear l'Escola de Música Amics de la Unió (1995) a partir de la iniciativa dels germans Josep i Joan Vila i Neus Bermúdez amb l'objectiu de treballar de cara al projecte de futur de la Societat. Els inicis no van ser fàcils però es van anar acompanyant de millores en les instal·lacions, els equipaments i el professorat, augmentant el nombre d'activitats i concerts que s'organitzaven. El 2002 es va crear l'Escola Coral, sota la direcció de Josep Vila, com un projecte per a agrupar els diferents cors que hi havia en funcionament i articular aquestes formacions amb la vessant educativa de l'Escola de Música. D'aquesta manera es va crear un model pioner on tots els alumnes de l'Escola de Música (des dels 3 anys) combinen les classes de llenguatge musical i d'instrument amb la participació en un cor. D'aquesta manera s'han pogut consolidar cors formats per persones amb coneixements musicals suficients per a garantir la millor qualitat possible Els següents anys han estat de gran transcendència per a la Societat, ja que ha participat en diversos certàmens nacionals i internacionals de prestigi obtenint importants èxits, especialment amb el Cor Infantil, que des de 2016 ha canviat el seu nom a Veus – Cor Infantil Amics de la Unió i ha esdevingut formació que participa habitualment en les produccions dels principals equipaments catalans (Gran Teatre del Liceu, L'Auditori, Palau de la Música Catalana…).
L'any 2016 l'entitat va cedir la seva documentació històrica a L'Arxiu Municipal de Granollers constituint-se així el Fons Societat Coral Amics de la Unió, on es conserven 5,6 metres lineals de documentació i 2000 fotografies, algunes de les quals es poden visualitzar a l'arxiu fotogràfic digital.

## Veus-Cor Infantil Amics de la Unió

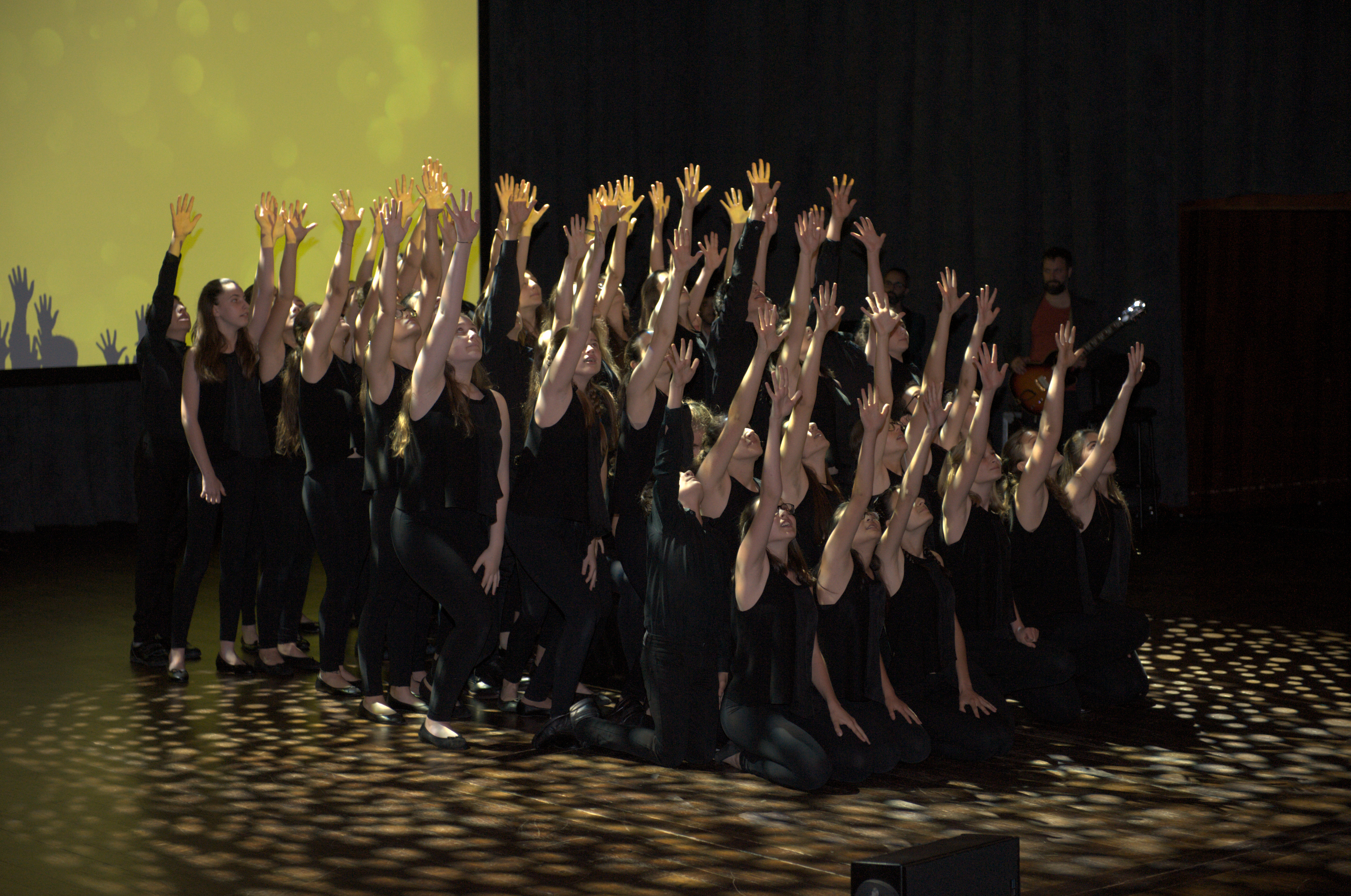
Una actuació de Veus-Cor Infantil Amics de la Unió

És el cor més conegut de l'entitat. Va néixer el 1968 i és dirigit per Josep Vila i Jover des de 1995. Ha participat en nombrosos festivals internacionals i ha estat premiat en certàmens i concursos. Entre els premis que ha rebut destaquen el premi Guido d'Arezzo (2017), el primer premi al 47 Certamen Coral de Tolosa (2015) i la Silver Rose Bowl del concurs de la UER Let the Peoples Sing (2013). És una formació resident al Teatre Auditori de Granollers.
Ha participat en el Festival Castell de Peralada (La Flauta Màgica l'agost del 2018, Turandot el 2016), ha participat en la Passió segons Sant Marc de J. S. Bach dirigida per Jordi Savall en una gira de concerts a Catalunya i França, entre els quals cal destacar l'actuació a la Philharmonie de París (març del 2018), ha col·laborat en programes a L'Auditori amb l'OBC, i en òperes i concerts del Gran Teatre del Liceu (Conte de Nadal, Un Ballo in Maschera i Werther el 2017, Macbeth i Otello el 2016). També ha actuat dins el Festival de Música Antiga dels Pirineus i dins el Festival de Cap Roig entre d'altres programacions estables.
El 2019 va guanyar un dels Premis Josep Anselm Clavé del Cant Coral a Catalunya 2018.